# Молчановский сельсовет (Нижегородская область)
Молчановский сельсовет — сельское поселение в Большеболдинском районе Нижегородской области Российской Федерации.
Административный центр — село Молчаново.

## История
Статус и границы сельского поселения установлены Законом Нижегородской области от 15 июня 2004 года № 60-З «О наделении муниципальных образований - городов, рабочих посёлков и сельсоветов Нижегородской области статусом городского, сельского поселения».

## Население
| 2002  | 2010  | 2012  | 2013  | 2014  | 2015  | 2016  |
| ----- | ----- | ----- | ----- | ----- | ----- | ----- |
| 1609  | ↘1341 | ↘1309 | ↘1279 | ↘1260 | →1260 | ↘1241 |
| 2017  | 2018  | 2019  | 2020  | 2021  |       |       |
| ↘1217 | ↘1211 | ↘1189 | ↘1143 | ↘952  |       |       |

## Состав сельского поселения
| №  | Населённый пункт | Тип населённого пункта       | Население |
| -- | ---------------- | ---------------------------- | --------- |
| 1  | Алексеевка       | село                         | ↘119      |
| 2  | Веренка          | деревня                      | ↘85       |
| 3  | Головачевка      | деревня                      | ↘87       |
| 4  | Девичьи Горы     | село                         | →0        |
| 5  | Илларионово      | село                         | ↘212      |
| 6  | Молчаново        | село, административный центр | ↘161      |
| 7  | Пересекино       | село                         | ↘66       |
| 8  | Старое Ахматово  | село                         | ↘345      |
| 9  | Стяжкино         | деревня                      | ↘9        |
| 10 | Сумароково       | село                         | ↘82       |
| 11 | Чертас           | деревня                      | ↘175      |